# 卡尔·魏格尔
卡尔·伊格纳茨·魏格尔（德語：Karl Ignaz Weigl，1881年2月6日 – 1949年8月11日），奥地利犹太人作曲家和钢琴家，之后在1943年成为归化的美国公民。

## 生平
魏格尔出生于維也納，父亲是一名银行官员，也是一名热爱音乐的业余乐手。亚历山大·策姆林斯基于1896年将他收作私人学生。维格尔就读于弗朗茨·约瑟夫中学，之后继续在维也纳音乐学院学习，在那里他跟随罗伯特·富克斯学习作曲。他也在维也纳大学跟随吉多·阿德卡尔学习音乐学，安东·韦伯恩是他的同班同学。1904年到1906年，他在维也纳国立歌剧院担任古斯塔夫·馬勒的排练指挥。1930年他被任命为维也纳大学的乐理与作曲教授，他的前任是汉斯·加尔1938年纳粹占领奥地利，魏格尔的音乐无法演出，于是与他的第二任妻子，作曲家和音乐治疗师瓦丽·魏格尔和他们的儿子移民至美国。在那里，他获得了许多越来越重要的教学职位：在哈特福德音乐学院，布鲁克林学院，波士顿音乐学院以及从1948年起在费城音乐学院。魏格尔经常以独奏者的身份出现，还与妻子四手联弹。在与骨髓癌的长期斗争后，他于纽约去世。
魏格尔的音乐显示出勃拉姆斯的影响，强调复音，作品受到马勒、勋伯格和施特劳斯的欣赏。他的作品包括六部交响曲，数部协奏曲，室内乐包括八部弦乐四重奏，众多艺术歌曲（继承自沃尔夫和马勒的传统）和钢琴独奏作品。他的唯一一部歌剧《哈默尔恩的捕鼠人》1932年于维也纳首演。

## 作品（部分）

### 交响曲
- E大调第一交响曲，作品5（1908）
- d小调第二交响曲，作品19（1922）
- 第三交响曲（1931）
- f小调第四交响曲（1936）
- 第五交响曲，“末日交响曲”（1945）
- a小调第六交响曲（1947）

### 管弦作品
- 《诗篇第71》为女子合唱和管弦乐团而作（1901）
- 《悲剧交响序曲》（1933）
- 《年轻人的音乐》（童子军序曲），为小型管弦乐团而作（1939）
- 为女高音和管弦乐团而作的三首歌（1916）
- 《幻想间奏曲》（第二交响曲的第四乐章，作为单独作品演出）（1922）
- 降E大调左手第一钢琴协奏曲（1924）
- D大调小提琴协奏曲（1928）
- f小调钢琴协奏曲，作品21（1931）
- 为钢琴和管弦乐团而作的狂想曲（1940）

### 歌剧
- 《哈默尔恩的捕鼠人》，作品24，四幕童话剧（1932）

### 合唱作品
- 为八声无伴奏合唱而作的三首莱瑙诗歌歌曲，作品6（1909）

### 室内乐
- c小调第一弦乐四重奏，作品20（1905/1906）
- E大调第二弦乐四重奏，使用柔音中提琴（1906）
- A大调第三弦乐四重奏，作品4（1909）
- d小调第四弦乐四重奏，Op. Post.（1924） （页面存档备份，存于）
- G大调第五弦乐四重奏，作品31（1933）
- 为高音和钢琴而作的五首歌，作品23（1911）
- 第一小提琴奏鸣曲，作品16（1923）
- C大调弦乐四重奏（1939）[9]
- f小调第七弦乐四重奏（1941-2）[10]
- D大调第八弦乐四重奏（1949）
- 为大提琴和钢琴而作的两部作品，作品33
- 为大提琴和钢琴而作的小步舞曲
- 钢琴三重奏（1939）

## 知名学生
- 罗茜·韦特海姆（英语：Rosy Wertheim）
- 恩斯特·培根（英语：Ernst Bacon）

## 延伸阅读
- Hensel, Daniel (Ed.): Anleitung zum General-Bass (1805), einschließlich der Biographie: Karl Weigl: Emanuel Aloys Förster (1913),  Stuttgart ibidem 2012, ISBN 978-3-8382-0378-2 （德語）